# Parallelia delphinensis
Parallelia delphinensis là một loài bướm đêm trong họ Erebidae.